# Tuszyma
Tuszyma – wieś w Polsce położona w województwie podkarpackim, w powiecie mieleckim, w gminie Przecław. Leży w Dolinie Dolnej Wisłoki. Przez wieś przebiega linia kolejowa nr 25 z przystankiem Tuszyma.
| SIMC    | Nazwa                  | Rodzaj    |
| ------- | ---------------------- | --------- |
| 0658981 | Błonie                 | część wsi |
| 0658998 | Chęcin                 | część wsi |
| 0659006 | Dąbie                  | część wsi |
| 0659012 | Gumienice              | część wsi |
| 0659029 | Kolonia                | część wsi |
| 0659035 | Kolonia pod Rzemieniem | część wsi |
| 0659041 | Pikułówka              | część wsi |

W latach 1975–1998 miejscowość administracyjnie należała do województwa rzeszowskiego.
Wierni Kościoła rzymskokatolickiego należą do parafii Wniebowzięcia Najświętszej Maryi Panny w Przecławiu.
W 2008 roku miejscowość liczyła 2405 mieszkańców. We wsi wyróżnia się przysiółki (w przyszłości ulice): Pikułówka, Gumienice, Chencin, Wał, Kolonia, Tuszyma Dąbie, Tuszyma Środek, Kościelów, Tuszyma Błonie. Granicę z Przecławiem wyznacza rzeka Wisłoka. Tuszyma powstała przy szlaku kupieckim z Sandomierza na Węgry...

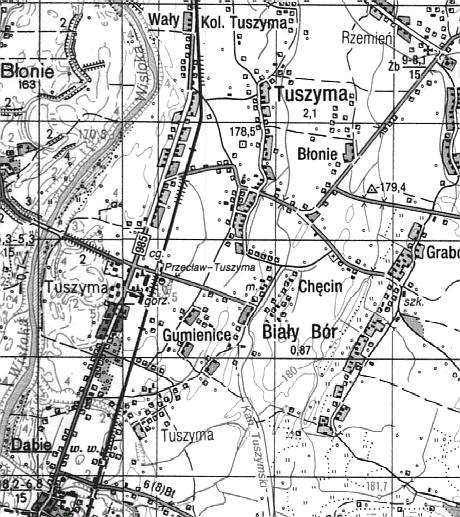

Pierwsze zachowane dokumenty nie wspominają o Tuszymie wprost. W roku 1379 Jan z Tarnowa zakupił od braci Piotrasza, Mikołaja i Budka (z Budziwoja), dziedziców z Bobina ich wieś Kościelów (Cosczelow) w ziemi Sandomierskiej. Z późniejszych danych wynika, że leżała ona w parafii Rzochów. Rejestry poborowe wymieniają ją jako wieś płacącą podatki łącznie z Tuszymą. Kodeks dyplomatyczny Małopolski informuje, że w 1379 roku Jan z Tarnowa uzyskał od królowej regentki Elżbiety zgodę na przeniesienie swoich wsi: Zochów (tj. Rzochów), Trześń, Bełk oraz Kościelowa z prawa polskiego na magdeburskie. W roku 1413 istnieje i po raz ostatni jest wymieniany Kościelów Mały. W późniejszym czasie, zapewne wszedł on w skład samego Kościelowa a z czasem i do Tuszymy, z którą sąsiadował po jej wschodniej stronie. Ostatnia znana wzmianka o Kościelowie pochodzi z 1721 roku.
Lokacja na prawie niemieckim dostarcza kolejnych wzmianek o Tuszymie. Oprócz dokumentów lokacyjnych są liczne wzmianki o sołtysach. Pierwszym sołtysem, wymienionym w roku 1411 był Zygmunt.
W roku 1456 koło Przecławia pojawia się należąca do parafii Książnice Tuszyma Nowa, wieś posiadająca sołtysa, zapewne identyczna z występującą w rejestrze poborowym z 1510 roku wsią zwaną "Tchuschynya alias Zawadka". Sama Tuszyma początkowo w całości należała do parafii Przecław lecz z późniejszych danych wynika, że jej część przydzielono do parafii rzochowskiej. Zapewne do tej części należy odnieść nazwę Tuszyma Nowa (również Zawadka). Źródła z przełomu XVI/XVII wieku wymieniają już tylko jedną Tuszymę.
W świetle dokumentu działu rodzinnego Tarnowskich z roku 1448 "Klucz rzochowski" czyli Rzochów wraz z licznymi wsiami m.in. Tuszymą przypadł Janowi Feliksowi Tarnowskiemu.
Wynikiem rozwoju osadnictwa było zagęszczenie osad co prowadziło do licznych konfliktów wśród ich właścicieli. W roku 1459 nastąpiło rozgraniczenie dóbr mieleckich (tj. wsi Wojsław i Cmolas) Jana Mieleckiego od posiadłości Jana Feliksa Tarnowskiego tj. Rzochowa, Kościelowa i właśnie Tuszymy. Z kolei w roku 1513 rozgraniczono dobra Przecław i wieś Męciszów Mikołaja Ligęzy od Rzochowa i Tuszymy należących do Stanisława Tarnowskiego.
W roku 1536 istniały stawy w okolicach Rudy i Rzemienia a w okolicach Tuszymy znajdowały się wówczas dwa stawy duże i dwa małe, które z pewnością na różne sposoby były wykorzystywane przez miejscową ludność.

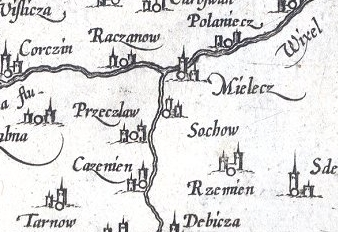
Mapa z 1612 roku

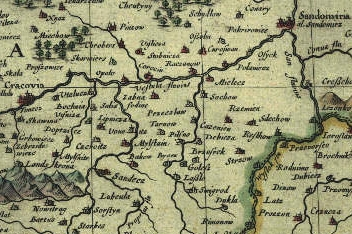
Mapa z 1626 roku

W czasie Potopu szwedzkiego w latach 1655/56 wiele wsi w okolicy Przecławia zostało spalonych a ich ludność wymordowana.
Po I rozbiorze Polski w 1772 roku ludność znalazła się w zaborze austriackim. W 1809 roku w czasie wojen napoleońskich, arcyksiążę Ferdynand d'Este, ciągnąc z wojskami przeciw Józefowi Poniatowskiemu, stanął obozem w Przecławiu z dwunastotysięcznym korpusem. Obozowano 6 tygodni, zaś rozzuchwaleni żołnierze wyprawiali się do okolicznych wiosek, grabiąc żywność i wszelki dobytek.
Początkiem XIX wieku stulecia chłopi obciążeni pańszczyzną, klęskami nieurodzaju i powodziami, cierpieli głód i niedostatek. W 1812 roku okolice nawiedziła powódź, 5 lat później klęska nieurodzaju, epidemia cholery w 1831 roku i zaraza w 1836 roku. W czasie zaborów stopniowo zamierał handel i rzemiosło. W znacznym stopniu był to skutek wytyczonej na Wiśle, nowej granicy między zaborem austriackim a rosyjskim. Władze austriackie świadomie tolerowały fatalny stan oświaty i kultury w wioskach galicyjskich. Wykształcany człowiek mógłby przecież zatęsknić do wolności. Ciemnota i nędza Galicji stała się z czasem przysłowiowa.
Rok 1846, to rok rabacji chłopskiej. W oddalonym o 10 km dworze w Wojsławiu przygotowywano zbrojne powstanie przeciw zaborcy. Biorącym w nim udział chłopom, obiecano ziemię i zwolnienie z pańszczyzny. Tymczasem rząd austriacki zdołał przekonać przywódców chłopskich, że panowie buntują się przeciw cesarzowi chcącemu znieść pańszczyznę. Doszło do wystąpienia chłopów przeciw właścicielom ziemskim. Rozwścieczona masa chłopów grabiła dwory, mszcząc się za doznane krzywdy. W efekcie powstanie narodowe zwane Krakowskim, zostało stłumione przez rząd austriacki rękami chłopów.
Dwa lata po rabacji nastąpiło zniesienie poddaństwa i uwłaszczenie chłopów. Rozdrobnione gospodarstwa chłopskie nie potrafiły wyżywić wielodzietnych rodzin. W latach 1880–1914 odbywała się emigracja ludności "w poszukiwaniu chleba". Przeważnie wyjeżdżano do Ameryki, Kanady, Francji, Anglii i Niemiec. początku lat osiemdziesiątych XIX wieku zaczęto planować utworzenie połączenia kolejowego Rzeszów – Tarnobrzeg z pominięciem pobliskiego Mielca. Dla podupadłego wówczas miasta, taki przebieg linii byłby bardzo niekorzystny, dlatego wszczęto starania o włączenie Mielca w sieć kolejową. W latach 1885–1888 położono tory kolejowe z Dębicy do Mielca i dalej do Rozwadowa. Najbliżej Tuszymy powstały stacje kolejowe w Dąbiu i Rzochowie.
Mapa pochodząca z około 1894 roku, lecz przygotowana znacznie wcześniej, jeszcze nie uwzględnia przystanku kolejowego, za to widać na niej dwa folwarki oznaczone literami M. oraz H. Przy jednym z nich umieszczono znak wiatraka. Działały wówczas dwie karczmy, jedna obok przeprawy przez Wisłokę, druga przy drodze na Kolbuszową. Już wówczas zaznaczono, stojące tam do dziś, dwa krzyże przy drodze do Mielca.
Przy dzisiaj gęsto już zabudowanej drodze Dębica-Mielec (na odcinku Tuszyma-Wał) jeszcze nie ma żadnych zabudowań, oprócz jednego domu, po lewej stronie, przy skrzyżowaniu z drogą z Kolbuszowej. Obecnie tego budynku już nie ma (chociaż występuje na wszystkich mapach do 1956 roku), pozostały tylko schody wejściowe, z bliżej nieokreślonego okresu.
Na terenie dzisiejszej Tuszymy znajdował się majątek Przecław-Pikułówka należący do hrabiego Reya z Przecławia. W 1906 roku murarze przecławscy w porozumieniu z dworem, zbudowali na terenie wioski przystanek kolejowy, który otrzymał nazwę od miejsca lokalizacji (właśnie Przecław-Pikułówka). Obecność przystanku potwierdza mapa z 1906 r.
W 1913 roku, zbudowano pierwszą w rejonie Przecławia szkołę murowaną. Na terenie przyszkolnym do dziś rosną dwa zabytkowe "Dęby wolności" zasadzone w 1918 roku. Dziś w zabytkowym budynku znajduje się Poczta i Biblioteka.
Wiosną 1910 roku pojawiła się kometa Halleya, która wprowadzała niemały strach wśród ludności, potęgowany coraz częściej pojawiającymi się wiadomościami o nadciągającej wojnie. Mobilizacja chłopów do armii austriackiej nastąpiła 31 sierpnia 1914 roku, akurat w czas dobrze zapowiadających się żniw. Krótko po rozpoczęciu działań wojennych, Rosjanie zajęli prawie całą Małopolskę aż po Kraków. Rosjanie rekwirowali konie, krowy, zboże. Przebywali w Tuszymie od 21 września do 3 października 1914 roku a następnie od 10 listopada 1914 roku aż do 11 maja 1915 roku, kiedy to front ustabilizował się na linii Gorlice-Tarnów. Na początku maja nastąpiło przełamanie frontu pod Gorlicami i wojska austriacko-niemieckie wyparły Rosjan na wschód.
Obok wsi Biały Bór, wojska austriacko-niemieckie (do których należeli również Polacy z ówczesnych zaborów) stoczyły potyczkę z Rosjanami. Na pograniczu Tuszymy i Białego Boru pozostał cmentarz (nr 500), gdzie zostali pochowani uczestnicy tych i późniejszych walk. Jak mówi tradycja, wcześniej było to miejsce pochowku poległych w czasie wojen szwedzkich.
Cmentarz planowano zbudować bardziej okazale (zachowały się plany austriackie z 1917 r.), do realizacji tych planów jednak nie doszło. W zbiorowych i pojedynczych mogiłach pochowanych jest tu 171 żołnierzy narodowości austriackiej, niemieckiej, polskiej i rosyjskiej. Na cmentarzu leżą również polegli cywile w czasie II wojny światowej.
W 1921 roku w Tuszymie mieszkało 1293 osoby, w tym 400 osób bezrolnych, około 500 zaliczano do chłopów małorolnych, wymagających pomocy państwa po zniszczeniach wojennych, tylko 320 mogło produkować żywność na sprzedaż. Pozostałych mieszkańców zaliczono do służby i parobków. Niektórzy rolnicy hodowali owce. Powszechnie wyrabiano kosze z korzeni sosny, wykorzystywane do celów gospodarczych, a z owczej wełny ubrania. Posłańca wiejskiego nazywano "Wartnikiem", ostatnim był niejaki Rusin.
Według wyciągu ze spisu miejscowości z 1929 roku, Tuszyma miała 1234 mieszkańców. Funkcjonowała cegielnia, gorzelnia i tartak należące do hrabiego Stanisława Reya z Przecławia. Wyszynkiem trunków zajmował się zapewne Żyd, Gross Kalman. Kowalstwem (budynek hamerni znajdował się po lewej stronie drogi do Chęcina) trudnił się Rasiński natomiast murarstwem niejaki Bukowy.
Na podstawie mapy pochodzącej z 1938 roku, można doliczyć się we wsi czterech wiatraków, cegielni, młyna parowego i szkoły.
W 1940 roku Niemcy wysiedlili wioskę, dając mieszkańcom po 100 złotych odszkodowania "na głowę". Domy zburzono, a pola zaorano. Po wojnie wysiedleni powrócili i odbudowali swe siedziby. W latach sześćdziesiątych do wioski przesiedlono ludzi z nowo budowanej odkrywkowej kopalni siarki z okolic Tarnobrzega.

## Transport
- Droga wojewódzka nr 985: Tarnobrzeg – Mielec – Dębica
- Droga wojewódzka nr 986: Tuszyma – Ropczyce – Wiśniowa